# مارية القبطية
أم المؤمنين ماريَّة بنت شمعون القبطية آخر زوجات الرسول محمد، بعث بها الملك المقوقس للنبي محمد سنة 7 هـ مع حاطب بن أبي بلتعة فعرض عليها الإسلام فأسلمت، يرى أهل السنة والجماعة أن الرسول قد اتخذها سرية ولم يعقد عليها، لكنهم يعتقدون أنها أخذت حُكم أمهات المؤمنين -بعد وفاة رسول الله محمد- دون أن تُعد منهن، ويرى الشيعة أنها من أمهات المؤمنين، أنجبت مارية للرسول ثالث أبنائه إبراهيم، الذي توفي وهو طفل صغير، وهي الوحيدة التي أنجبت للرسول من بعد زوجته الأولى خديجة بنت خويلد. وكلمة «قبط» كان يقصد بها أهل مصر، وكان أبوها عظيم من عظماء القبط، كما ورد على لسان المقوقس في حديثهِ لحامل رسالة الرسول إليه، ولدت مارية في مصر في قرية حفن من كورة أنصنا. وقد كان للنبي أربع إماء، منهم مارية، قال أبو عبيدة: «كان له أربع: مارية وهي أم ولده إبراهيم، وريحانة، وجارية أخرى جميلة أصابها في بعض السبي، وجارية وهبتها له زينب بنت جحش.»

## قصة إرسالها
قدمت مارية إلى المدينة المنورة بعد صلح الحديبية سنة 7 هـ. وذكر الرواة أن اسمها «مارية بنت شمعون القبطية»، بعد أن تم صلح الحديبية بين الرسول وبين المشركين في مكة، وبدأ الرسول في الدعوة إلى الإسلام، وكتب الرسول كتبًا إلى ملوك العالم يدعوهم فيها إلى الإسلام، وأهتم بذلك اهتماماً كبيراً، فأختار من أصحابه من لهم معرفة وخبرة، وأرسلهم إلى الملوك، ومن بين هؤلاء الملوك هرقل ملك الروم، كسرى أبرويز ملك فارس، المقوقس ملك مصر التابع للدولة البيزنطية والنجاشي ملك الحبشة. وتلقى هؤلاء الملوك الرسائل وردوها رداً جميلاً، ما عدا كسرى ملك فارسيون، الذي مزق الكتاب.
لما أرسل الرسول كتاباً إلى المقوقس حاكم الإسكندرية والنائب العام للدولة البيزنطية في مصر، أرسله مع حاطب بن أبي بلتعة، وكان معروفاً بحكمته وبلاغته وفصاحته. فأخذ حاطب كتاب الرسول إلى مصر وبعد أن دخل على المقوقس الذي رحب به. واخذ يستمع إلى كلمات حاطب، فقال له «يا هذا، إن لنا ديناً لن ندعه إلا لما هو خير منه».
اُعجب المقوقس بمقالة حاطب، فقال لحاطب: «إني قد نظرت في أمر هذا النبي فوجدته لا يأمر بزهودٍ فيه، ولا ينهي عن مرغوب فيه، ولم أجدهُ بالساحر الضال، ولا الكاهن الكاذب، ووجدت معه آية النبوة بإخراج الخبء والأخبار بالنجوى وسأنظر»
أخذ المقوقس كتاب النبي محمد بن عبد الله وختم عليه، وكتب إلى النبي:
.
كانت الهدية جاريتين هما: مارية بنت شمعون القبطية وأختها سيرين بنت شمعون، وألف مثقال ذهبًا وعشرين ثوبًا وبغلته «دلدل» وشيخ كبير يسمى «مأبور». وفي المدينة، أختار الرسول مارية لنفسه، ووهب أختها سيرين لشاعرهِ حسان بن ثابت الأنصاري.
وكانت مارية بيضاء جميلة الطلعة، وقد أثار قدومها الغيرة في نفس عائشة، فكانت تراقب مظاهر اهتمام رسول الإسلام بها. وقالت عائشة: «ما غرت على امرأة إلا دون ما غرت على مارية، وذلك أنها كانت جميلة جعدة -أو دعجة- فأعجب بها رسول الله وكان أنزلها أول ما قدم بها في بيتٍ لحارثة بن النعمان، فكانت جارتنا، فكان عامة الليل والنهار عندها، حتى فرغنا لها، فجزعت فحولها إلى العالية، وكان يختلف إليها هناك، فكان ذلك أشد علينا».

## ولادة مارية لإبراهيم
بعد مرور عام على قدوم مارية إلى المدينة، حملت مارية، وفرح النبي لسماع هذا الخبر فقد كان قد قارب الستين من عمرهِ وفقد أولاده ما عدا فاطمة الزهراء. وولدت مـارية في «شهر ذي الحجة من السنة الثامنة للهجرة النبوية» طفلاً جميلاً يشبه الرسول، وقد سماه إبراهيم، تيمناً بأبيه إبراهيم خليل الرحمن.
عاش إبراهيم ابن الرسول سنة وبضع شهور يحظى برعاية النبي ولكنه مرض قبل أن يكمل عامه الثاني، وذات يوم اشتد مرضه، فرفعه الرسول وهو يقهقه (ينازع) ومات إبراهيم وهو بين يدي الرسول فبكى عليه ودمعت عيناه وكان معه عبد الرحمن بن عوف فقال له: «أتبكي يارسول الله؟ فرد عليه الرسول ﷺ: إنها رحمة، إن العين تدمع والقلب يحزن ولا نقول إلا مايرضي ربنا، وإن لفراقك يا إبراهيم لمحزونون». وكان ابن ثمانية عشر شهراً. وكانت وفاته يوم الثلاثاء لعشر ليال خلت من ربيع الأول سنة عشر من الهجرة النبوية المباركة"، وحزنت مارية رضي الله عنها حزناً شديداً على موت إبراهيم.

## مكانة مارية عند محمد
لمارية شأن كبير عند النبي محمد وفي صحيح الامام مسلم بن الحجاج قال: «قال رسول الله ﷺ: إنكم ستفتحون مصر، وهي أرض يسمى فيها القيراط، فإذا فتحتموها فأحسنوا إلى أهلها، فإن لهم ذمة ورحماً، أو ذمة وصهراً». وفي رواية: «استوصوا بأهل مصر خيراً، فإن لهم نسباً وصهراً». والنسب من جهة هاجر أم إسماعيل، والصهر من جهة مارية القبطية.

## مكانة مارية فيالقرآن
لمارية شأن كبير في الآيات وفي أحداث السيرة النبوية. «أنزل الله صدر سورة التحريم بسبب مارية القبطية، وقد أوردها العلماء والفقهاء والمحدثون والمفسرون في أحاديثهم وتصانيفهم». توفي الرسول وهو راض عنها، وكانت شديدة الحرص على اكتساب مرضاة ربها ورسوله.

## وفاة مارية

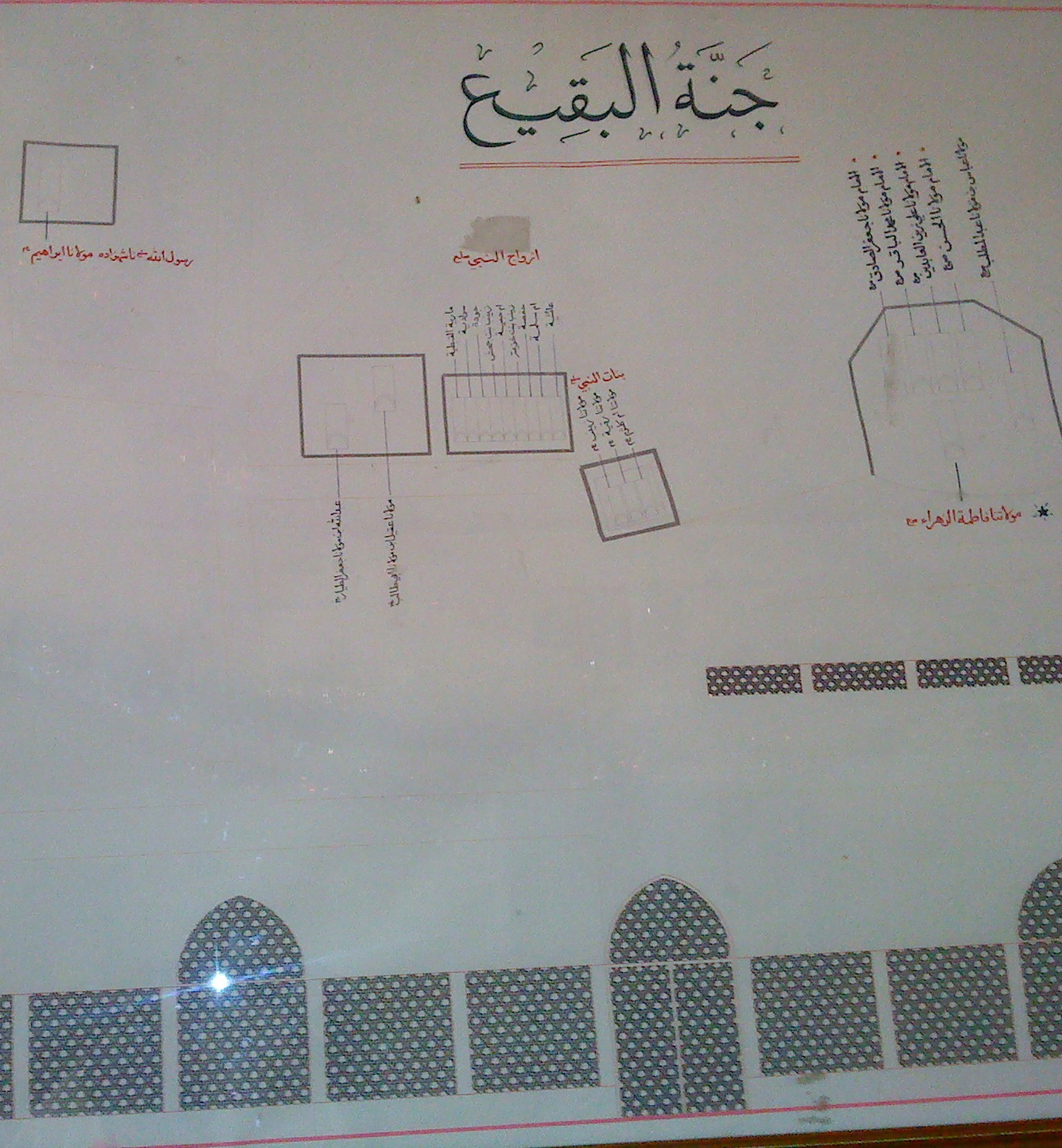
قبرها بالبقيع

عاشت مارية ما يقارب الخمس سنوات في ظلال الخلافة الراشدة، وتوفيت في المحرم من السنة السادسة عشر. ودعا عمر بن الخطاب الناس وجمعهم للصلاة عليها. فاجتمع عدد كبير من الصحابة من المهاجرين والأنصار ليشهدوا جنازة مـارية القبطية، ودفنت إلى جانب نساء أهل البيت النبوي، وإلى جانب ابنها إبراهيم.